# Galopa
"Galopa" (estilizada em letras maiúsculas) é uma canção do DJ e cantor brasileiro Pedro Sampaio, gravada para seu primeiro álbum de estúdio Chama Meu Nome (2022). A canção foi lançada para download digital e streaming através da Warner Music como primeiro single de Chama Meu Nome em 16 de setembro de 2021.

## Lançamento e promoção
A divulgação do single começou com uma publicação de Pedro Sampaio nas redes sociais para anunciar a sua participação da décima terceira temporada do reality show A Fazenda da RecordTV, mas tudo não passava de uma brincadeira e marketing do artista para apresentar seu novo lançamento. Mais cedo, ele anunciou o seu retorno com o single "Galopa", que seria lançado em 16 de setembro. Assim como nas fotos promocionais da nova música, Pedro apareceu vestido de cowboy para brincar de ser um "peão" pouco antes da estreia do programa de TV. Galopa foi lançado para download digital e streaming como o primeiro single do álbum Chama Meu Nome em 16 de setembro de 2021.

## Apresentações ao vivo
Sampaio cantou a música pela primeira vez em 23 de setembro de 2021 no MTV Millennial Awards 2021. Em 4 de março de 2022, Sampaio performou a canção na vigésima segunda temporada do Big Brother Brasil. Em 8 de novembro, Sampaio performou a canção no Música Boa Ao Vivo.

## Faixas e formatos
| Download digital / streaming |          |         |  |
| N.º                          | Título   | Duração |  |
| 1.                           | "Galopa" | 2:20    |  |

## Desempenho comercial
A faixa foi um sucesso comercial alcançando a posição #9 no Top 10 Brasil do Spotify, alcançou a posição #37 no Deezer, a posição #11 no Apple Music e em #43 na Amazon Music. Em 3 de novembro, a faixa estreou diretamente nas paradas da Billboard, ocupando a posição #188 da Global Excl. U.S. das canções mais escutadas do mundo.

### Tabelas semanais
| Tabela musical (2021–2022)      | Melhor posição |
| ------------------------------- | -------------- |
| Brasil (Top 100 Brasil)         | 80             |
| Brasil (Billboard Brazil Songs) | 16             |
| Brasil (Funk/Black Music)       | 1              |
| Brasil (UBC Streaming)          | 3              |
| Global Excl. U.S. (Billboard)   | 188            |
| Portugal (AFP)                  | 2              |

## Histórico de lançamento
| Região | Data                   | Formato(s)                 | Gravadora(s) | Ref.  |
| ------ | ---------------------- | -------------------------- | ------------ | ----- |
| Várias | 16 de setembro de 2021 | Download digital streaming | Warner Music | [ 2 ] |